# Attentato di Otniel del 2002
L'attentato di Otniel fu un attentato avvenuto il 27 dicembre 2002 nella yeshivah di Otniel, un insediamento israeliano vicino a Hebron in Cisgiordania in cui due terroristi palestinesi uccisero quattro studenti. Il Movimento per il Jihad Islamico in Palestina rivendicò l'attentato.

## Contesto storico
Il 28 settembre 2000, in seguito alla provocatoria visita dell'allora capo del Likud Ariel Sharon al Monte del Tempio scoppiò la Seconda intifada, una serie di attentati che aumentarono rapidamente di intensità e proseguirono fino al 2005, assumendo i caratteri di una vera e propria guerra.

## L'attentato
Venerdì sera, 27 dicembre 2002, oltre 100 tra studenti e docenti si trovavano nella sala da pranzo della yeshivah, mentre nella cucina adiacente quattro studenti stavano preparano la cena per lo Shabbat. Intorno alle 19:45, Ahmed Faqih e Mohammed Shaheen, due militanti palestinesi della Jihad islamica, travestiti da soldati israeliani con giubbotti da battaglia, fucili M16 e bombe a mano, riuscirono a infiltrarsi nell'insediamento. I terroristi iniziarono a sparare all'interno della yeshivah e uno dei due fece irruzione nell'edificio attraverso la porta sul retro della cucina. Una volta all'interno aprì il fuoco contro gli studenti presenti in cucina. Uno di questi, Noam Apter, riuscì a chiudere a chiave la porta scorrevole che conduceva in sala da pranzo, prima di essere ucciso. Il terrorista ruppe la finestra della porta scorrevole e iniziò a sparare nella sala da pranzo, ferendo quattro studenti. La maggior parte di essi trovarono riparo sotto i tavoli.  Le forze di sicurezza dell'insediamento accorsero tempestivamente sul posto e ingaggiarono uno scontro a fuoco con i terroristi. Durante la sparatoria uno dei due terroristi perse la vita, mentre il secondo riuscì a fuggire e fu ucciso poco dopo, in un villaggio vicino.

## Vittime
- Gabriel Hoter, 17, di Alonei HaBashan[1]
- Zvi Ziemen, 18, di Re'ut[4]
- Yehuda Bamberger, 20, di Karnei Shomron[5]
- Noam Apter, 23, di Shilo[1]

## Rivendicazioni
Il Movimento per il Jihad Islamico in Palestina rivendicò l'attentato. Il leader dell'organizzazione, Abdallah Ramadan Shalah, dichiarò ad Al Jazeera che l'attentato era una rappresaglia per l'assassinio di un leader della milizia il giorno prima a Qabatya, vicino a Hebron.

## Reazioni
Dopo l'attacco, l'IDF pose il coprifuoco a Hebron e ad altri villaggi vicini. La notte del 30 dicembre 2002 forze dell'IDF demolirono le case dei due terroristi, situate nel villaggio di Dura.